# Henry McGee
Henry James Marris-McGee (Londra, 14 maggio 1928 – Londra, 28 gennaio 2006) è stato un attore, comico e personaggio televisivo britannico. È noto soprattutto per aver recitato per molti anni come spalla dell'attore Benny Hill, comparendo nel Benny Hill Show anche nel ruolo di annunciatore. Negli anni Settanta diventò familiare anche tra i bambini del Regno Unito grazie alla pubblicità dei cereali Sugar Puffs, in cui la mascotte del prodotto, Honey Monster, si rivolgeva all'attore chiamandolo "mammina" e invitandolo a parlare delle qualità dei cereali reclamizzati.

## Biografia
Nato nel distretto londinese di South Kensington, McGee studiò alla Stonyhurst College con l'ambizione di diventare un medico. Tuttavia, la morte improvvisa del padre quando McGee aveva soltanto 17 anni gettò sul lastrico la famiglia, interrompendo i suoi progetti. McGee decise quindi di dedicarsi alla recitazione, seguendo la tradizione della famiglia di sua madre, lontana discendente dell'attrice inglese Kitty Clive. Cominciò a recitare in ruoli di supporto in vari film e serie televisive, come Un colpo all'italiana (1969), Il Santo e Agente speciale, arrivando però alla ribalta soprattutto grazie ai suoi ruoli da commedia, principalmente quello dell'intervistatore nel Benny Hill Show.
Nel 1970 McGee recitò assieme all'attore Benny Hill nel video della canzone Ernie (The Fastest Milkman In The West), interpretando la parte del fattorino Ted. Nel 1973 recitò nella parte del direttore di un villaggio turistico nel film Holiday on the Buses. In seguito arrivarono i ruoli di un poliziotto invadente nella commedia Adventures of a Taxi Driver, del 1976, quello dell'agente Bardot in La vendetta della Pantera Rosa, di Blake Edwards, del 1978, e quello del presentatore televisivo Harold Hump in Carry On Emmannuelle, dello stesso anno.
Tra il 1965 e il 1978, McGee ha recitato nella sitcom The Worker assieme agli attori Charlie Drake, autore e protagonista della serie, e Percy Herbert. Nello stesso periodo, l'attore è stato tra gli interpreti della serie comica There Was An Englishman, An Irishman and a Scotsman, diretta dal regista Lew Schwarz e trasmessa dalla BBC scozzese a partire dal 1972. McGee interpretava il ruolo dell'Inglese. mentre al suo fianco Harry Towb interpretava l'Irlandese e Roy Kinnear lo Scozzese. Sempre in televisione, McGee negli anni Settanta ha partecipato anche ad un episodio della serie Rising Damp, nel ruolo di un truffatore di nome Seymour. Il 9 febbraio 2003 partecipò all'episodio intitolato "La guarigione miracolosa del vecchio Goff Helliwell "(The Miraculous Curing of Old Goff Helliwell) della serie televisiva Last of the Summer Wine.
McGee ebbe anche una carriera teatrale lunga e ricca di successi, durante la quale ricoprì una grande varietà di ruoli in farse come Plunder e fu celebrato per la sua eccellente abilità recitativa.

## Vita privata
McGee ha avuto una figlia di nome Stephanie, nata nel 1963. Trascorse gli ultimi sei mesi della sua vita in una casa di riposo, affetto dal morbo di Alzheimer. Morì il 28 gennaio 2006 e fu sepolto nel Brompton Cemetery a Londra.

## Filmografia

### Cinema
- Seven Days to Noon (1950) (non accreditato)
- Sailor Beware!, regia di Gordon Parry (1956) (non accreditato)
- Una notte per morire (1965) (non accreditato)
- Un colpo all'italiana (1969) (non accreditato)
- Tobia il cane più grande che ci sia (1973)
- Holiday on the Buses (1973)
- The Cherry Picker (1974)
- The Best of Benny Hill (1974)
- Adventures of a Taxi Driver (1976)
- Come Play with Me (1977)
- La vendetta della pantera rosa (1978)
- Carry On Emmannuelle (1978)
- Asterix conquista l'America (1994) - voce

### Televisione
- Gli invincibili (The Protectors) – serie TV, episodio 1x13 (1972)